# Moritz Hellfritzsch
Moritz Robert Hellfritzsch (* 25. Januar 1983 in Bonn) ist ein deutscher Regisseur und Autor.

## Leben
Moritz Hellfritzsch kam bereits im frühen Teenager-Alter mit der Punk-Kultur in Berührung und ist seitdem ein überzeugter Verfechter des DIY-Lebensstils. Nach seinem Abitur am Carl von Ossietzky Gymnasium unternahm er erste Versuche als Filmemacher, wobei ein paar Kurzfilme und Musikvideos entstanden, u. a. für die Death-Metal-Band Jack Slater und den Rapper Jean. Nach seiner Ausbildung zum Gestaltungstechnischen Assistenten für audiovisuelle Medien studierte er bis 2012 Online-Redakteur an der Fachhochschule Köln. Im selben Jahr erschien auch Hellfritzschs Dokumentarfilm Punk in Bonn – der Film Vol. I, der am 13. Oktober in Bonn Premiere feierte und anschließend in diversen Kinos und auf Filmfestivals gezeigt wurde, u. a. beim Too Drunk To Watch-Punkfilmfest in Berlin. Hellfritzschs Spielfilmdebüt Thief – Someday You Will Pay wurde am 13. Oktober 2017 beim INDIGO Filmfest uraufgeführt. Der Veröffentlichung auf DVD, Blu-ray und als Video-on-Demand folgte im Dezember 2017 das Erscheinen von Hellfritzschs Kurzromans Die Rückkehr der Hexen, der ein Spin-off zu Thief darstellt. Anfang 2019 veröffentlichte Hellfritzsch seinen zweiten Roman Das Echo der Schreie, der u. a. im Feuilleton des General-Anzeiger rezensiert wurde. Schnüss-Chefredakteurin Gitta List schrieb über den Roman: "Gore-Fans kommen bei diesem bluttriefenden Werk ebenso auf ihre Kosten wie Heimatfreunde (solche der nicht zu zart besaiteten Art jedenfalls) [...]"

## Sonstiges
Moritz Hellfritzsch sang von 2011 bis 2015 bei der Punkband 131. Auf Chris Crushers Song "Bonn-Stomp" steuerte er 2020 als Feature-Gast den Gesang bei.

## Filmografie (Auswahl)
- 2005: Southside Suicide (Kurzfilm; Regie)
- 2006: Eine Kugel reicht (Kurzfilm; Regie, Drehbuch)
- 2007: Opfer (Kurzfilm; Regie, Drehbuch)
- 2007: Der Schrank (Kurzfilm; Regie, Drehbuch)
- 2008: Jack Slater – Amnestia (Musikvideo; Regie)
- 2008: Drei Freunde (Kurzfilm; Regie, Drehbuch)
- 2012: Punk in Bonn – Der Film Vol. I (Dokumentation; Regie)
- 2017: Thief – Someday You Will Pay (Spielfilm; Regie, Drehbuch)
- 2020: Hornado – Masters Of Metal (Musikvideo; Postproduktion)[10]
- 2020: Neck Cemetery – Castle Of Fear (Musikvideo; Regie)[11]
- 2021: Grindhouse - Have you done anything productive today? (Musikvideo; Postproduktion)[12]
- 2021: Klabautamann - Conflicted (Musikvideo, Co-Regie)[13]

## Romane
- Die Rückkehr der Hexen. Selbstverlag, Bonn 2017, ISBN 978-1-973570-41-7.
- Das Echo der Schreie. Selbstverlag, Bonn 2019, ISBN 978-1-79301-764-2.